# Championnat du Royaume-Uni de snooker 2013
Le championnat du Royaume-Uni de snooker 2013, premier tournoi de la triple couronne de snooker de la saison 2013-2014 de snooker, a lieu du 26 au 8 décembre 2013 à York, Angleterre.
Neil Robertson, le no 1 mondial, s'impose en battant son dauphin Mark Selby, tenant du titre, en finale. Mené 5-1, Robertson remporte neuf des onze manches suivantes pour triompher. Selby se console avec un break maximum réalisé en demi-finale qui lui vaut un bonus de 59 000 livres sterling.

## Dotation
|                       | Prize money | Points |
| --------------------- | ----------- | ------ |
| Vainqueur             | 150 000 £   | 8 000  |
| Finaliste             | 70 000 £    | 6 400  |
| Demi-finaliste        | 30 000 £    | 5 120  |
| Quart-de-finaliste    | 20 000 £    | 4 000  |
| Huitième-de-finaliste | 12 000 £    | 3 040  |
| 3e tour               | 9 000 £     | 2 240  |
| 2e tour               | 3 000 £     | 1 440  |
| 1er tour              |             | 640    |
| Meilleur break        | 4 000 £     |        |
| Total                 | 700 000 £   |        |

## Tableau final
|  | Quarts de finale Au meilleur des 11 manches | Quarts de finale Au meilleur des 11 manches | Quarts de finale Au meilleur des 11 manches |                |                | Demi-finales Au meilleur des 17 manches | Demi-finales Au meilleur des 17 manches | Demi-finales Au meilleur des 17 manches |  |  | Finale Au meilleur des 19 manches | Finale Au meilleur des 19 manches | Finale Au meilleur des 19 manches |
|  |                                             |                                             |                                             |                |                |                                         |                                         |                                         |  |  |                                   |                                   |                                   |
|  | 1                                           | Mark Selby                                  | 6                                           |                |                |                                         |                                         |                                         |  |  |                                   |                                   |                                   |
|  | 9                                           | Barry Hawkins                               | 5                                           |                |                |                                         |                                         |                                         |  |  |                                   |                                   |                                   |
|  | 9                                           | Barry Hawkins                               | 5                                           |                | 1              | Mark Selby                              | 9                                       |                                         |  |  |                                   |                                   |                                   |
|  |                                             |                                             |                                             |                | 1              | Mark Selby                              | 9                                       |                                         |  |  |                                   |                                   |                                   |
|  |                                             | 13                                          | Ricky Walden                                | 5              |                |                                         |                                         |                                         |  |  |                                   |                                   |                                   |
|  | 12                                          | 13                                          | Ricky Walden                                | 5              | Mark Allen     | 2                                       |                                         |                                         |  |  |                                   |                                   |                                   |
|  | 12                                          |                                             |                                             |                | Mark Allen     | 2                                       |                                         |                                         |  |  |                                   |                                   |                                   |
|  | 13                                          | Ricky Walden                                | 6                                           |                |                |                                         |                                         |                                         |  |  |                                   |                                   |                                   |
|  |                                             |                                             |                                             |                |                |                                         |                                         |                                         |  |  | 1                                 | Mark Selby                        | 7                                 |
|  |                                             |                                             | 3                                           | Neil Robertson | 10             |                                         |                                         |                                         |  |  |                                   |                                   |                                   |
|  | 3                                           | Neil Robertson                              | 6                                           |                |                |                                         |                                         |                                         |  |  |                                   |                                   |                                   |
|  | 6                                           | Stephen Maguire                             | 2                                           |                |                |                                         |                                         |                                         |  |  |                                   |                                   |                                   |
|  | 6                                           | Stephen Maguire                             | 2                                           |                | 3              | Neil Robertson                          | 9                                       |                                         |  |  |                                   |                                   |                                   |
|  |                                             |                                             |                                             |                | 3              | Neil Robertson                          | 9                                       |                                         |  |  |                                   |                                   |                                   |
|  |                                             | 10                                          | Stuart Bingham                              | 8              |                |                                         |                                         |                                         |  |  |                                   |                                   |                                   |
|  | 10                                          | 10                                          | Stuart Bingham                              | 8              | Stuart Bingham | 6                                       |                                         |                                         |  |  |                                   |                                   |                                   |
|  | 10                                          |                                             |                                             |                | Stuart Bingham | 6                                       |                                         |                                         |  |  |                                   |                                   |                                   |
|  | 2                                           | Ronnie O'Sullivan                           | 4                                           |                |                |                                         |                                         |                                         |  |  |                                   |                                   |                                   |

## Finale
| Finale au meilleur des 19 manches Arbitre : Brendan Moore  |                          |                          |
| Mark Selby Angleterre                                      | 7 - 10 (5 - 3)           | Neil Robertson Australie |
| 1 130                                                      | Centuries Meilleur break | 3 132                    |
| Neil Robertson remporte le championnat du Royaume-Uni 2013 |                          |                          |

## Centuries (85)
| Mark Selby               | 147, 130, 129, 116, 109           |
| Stephen Maguire          | 142, 112, 102                     |
| Barry Hawkins            | 142, 110, 106                     |
| Neil Robertson           | 141, 138, 132, 123, 122, 119, 107 |
| Michael Leslie           | 139                               |
| Ricky Walden             | 137                               |
| Gary Wilson              | 137                               |
| Dominic Dale             | 136, 101                          |
| Ding Junhui              | 135, 128, 119                     |
| Ronnie O'Sullivan        | 135, 127, 108, 100                |
| Alfie Burden             | 135, 108                          |
| Judd Trump               | 133, 104, 103, 102                |
| Thanawat Tirapongpaiboon | 133                               |
| Stuart Bingham           | 131, 131, 124, 107, 101           |
| Mark King                | 131                               |
| John Higgins             | 130, 128, 101                     |
| Nigel Bond               | 129                               |
| Xiao Guodong             | 125, 106, 106                     |
| Liam Highfield           | 122                               |
| Liang Wenbo              | 120, 107                          |
| Kyren Wilson             | 119                               |
| Alan McManus             | 117                               |

| Scott Donaldson  | 117           |
| Anhony McGill    | 116, 103      |
| Daniel Wells     | 116           |
| Mark Allen       | 113, 112      |
| Anthony Hamilton | 113           |
| Jamie Burnett    | 112, 105      |
| Jamie O'Neill    | 110           |
| Joe Perry        | 110           |
| Noppon Saengkham | 108           |
| Graeme Dott      | 107, 104, 102 |
| Mike Dunn        | 107           |
| Jimmy White      | 107           |
| Robert Milkins   | 105, 101      |
| Shaun Murphy     | 105           |
| Michael White    | 105           |
| Michael Holt     | 103, 100      |
| Ali Carter       | 102           |
| Fergal O'Brien   | 102           |
| Yu Delu          | 102           |
| David Grace      | 101           |
| Matthew Stevens  | 101           |
| Liu Chuang       | 100           |